# Mas Sawada
Mas Sawada（ます・さわだ、1955年 - ）は、日本の音楽プロデューサー、ミュージシャン、ドラマー。 本名は沢田昌孝（さわだ まさたか）。広島県福山市出身。近畿大学附属福山高等学校卒業、大阪産業大学中退。

## 来歴
高校2年生から世良公則&ツイストの前身のバンドFBI BANDでリーダーとして活動し、そのままメンバー全員が関西の大学に進学し、大学時代も同じメンバーで活動をする。ベース担当だった世良がボーカルを担当するようになり、それを機にバンド名をツイストに改名する。ギタリストのメンバーチェンジを経て世良公則&ツイスト「あんたのバラード」で世界歌謡祭グランプリ獲得。その後、キャニオンレコードからデビュー。結成以来のオリジナルメンバー&リーダーであったが、他のメンバーとの意見の対立が原因でツイストを脱退。脱退後はシンガーソングライター、スタジオミュージシャンとして活動する。また、HIT☆BOYというバンドで日本テレビ系アニメ『忍者戦士飛影』の主題歌「LOVEサバイバー」、日本テレビ系ドラマ『気になるあいつ』の挿入歌「青春あっぱれ節」を担当する等の活動をしていたが、30歳からは所属事務所であったライトリンクスの飯田則子に師事し、音楽プロデューサーに転向し、ロック系バンドのプロデュースやCM音楽等を手掛ける。その後、音響製作会社ロックンバナナを設立しCM音楽、レコード、ナレーション、CD-ROM等の制作を行う。
育てて来たアーティストはyozuca*、おだちえり（現 小田ユウ）、カンノユキ、吉岡亜衣加等、アニメ系の歌手と虹音等のアニメ系の作曲家。また、声優事務所のイエローテイルと音響制作会社のロックンバナナに所属するアーティストの多くの声優やタレントも発掘・育成してきた。イエローテイル付属養成 EEAでも講義を行う。
70年代のロックミュージックのテイストと、ロータス等のクラシカルカーを好む。自他共認める機械オタクでもある。